# Trimstein

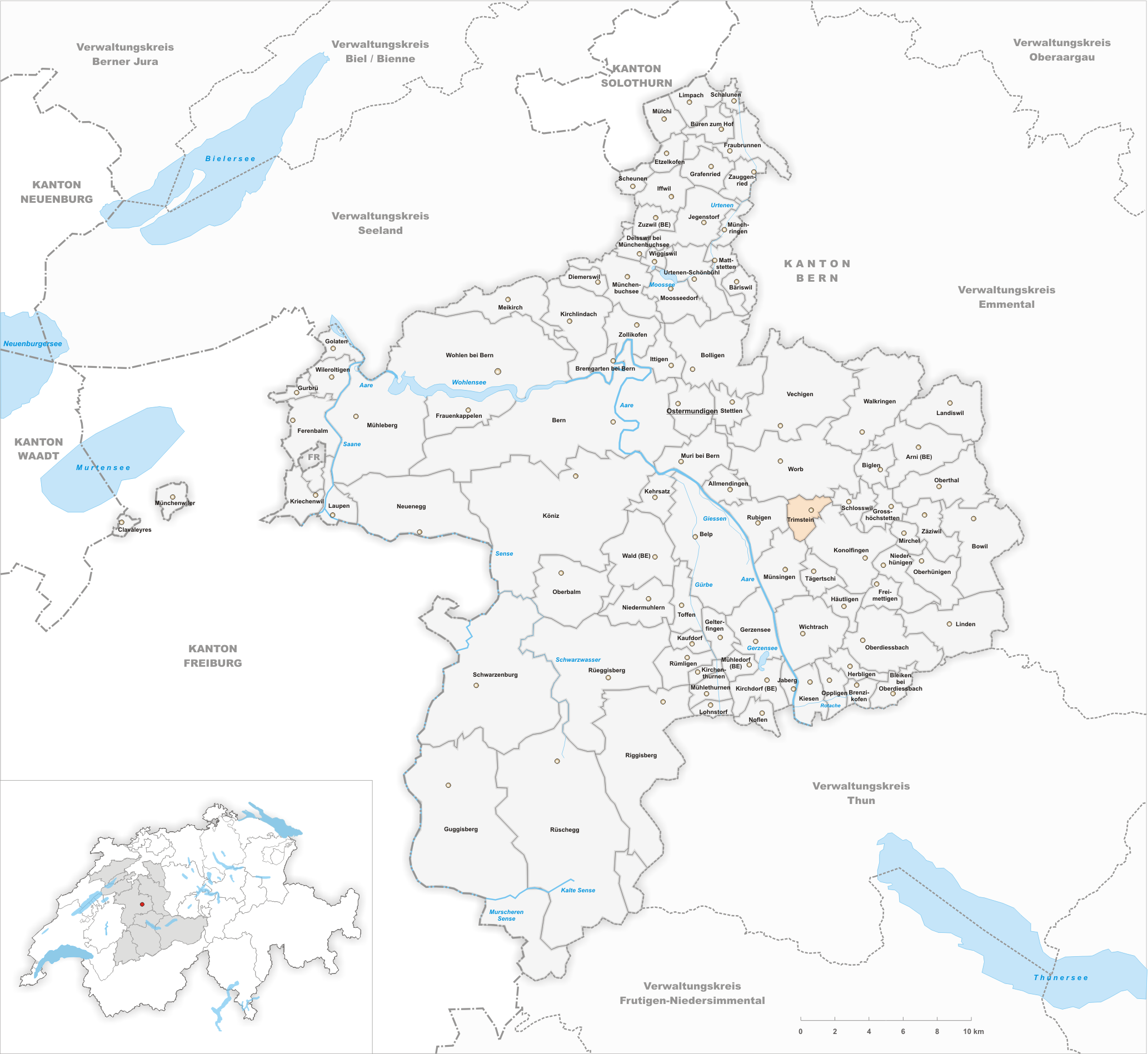
Gemeindestand vor der Fusion am 1. Januar 2013

Trimstein ist eine Ortschaft in der politischen Gemeinde Münsingen im Verwaltungskreis Bern-Mittelland des Kantons Bern in der Schweiz. Bis zum 31. Dezember 2012 war Trimstein seit der Abtrennung von Rubigen am 1. Januar 1993 eine eigene politische Gemeinde. Am 18. Juni 2012 beschloss sie mit einem Ja-Stimmen-Anteil von 84,5 % die Fusion auf den 1. Januar 2013 mit Münsingen.

## Geographie
Trimstein liegt auf 630 m ü. M., vier Kilometer nordnordöstlich von Münsingen und elf Kilometer ostsüdöstlich der Kantonshauptstadt Bern (Luftlinie). Das Dorf erstreckt sich auf einer Verebnungsfläche am westlichen Abhang des Ballenbüels (Hürnbergs), an aussichtsreicher Lage an der östlichen Talflanke der rund 100 m tiefer liegenden Aareniederung.
Die Fläche des 3,6 km² grossen Gebiets der ehemaligen Gemeinde umfasst einen Abschnitt des Hügellandes östlich des Aaretals zwischen Bern und Thun. Es ist geprägt durch verschiedene Hügel und Moränenwälle, welche der Aargletscher während der letzten Eiszeit ablagerte. Die Ortschaft erstreckt sich von der ehemals sumpfigen Fläche mit dem Trimsteinmoos und dem Eichimoos (585 m ü. M.) ostwärts über den sanft geneigten Hang von Trimstein bis auf die Höhen bei Herolfingen. Unterhalb des Huttibühls wird mit 720 m ü. M. der höchste Punkt von Trimstein erreicht. Der nördliche Teil wird zur Worblen entwässert. Von der Gemeindefläche entfielen 1997 7 % auf Siedlungen, 12 % auf Wald und Gehölze und 81 % auf Landwirtschaft.
Zu Trimstein gehören der Weiler Eichi (601 m ü. M.) am Hang oberhalb des Eichimooses sowie einige Hofgruppen und Einzelhöfe. Nachbargemeinden bzw. ‑orte von Trimstein sind Worb, Schlosswil, Konolfingen, Münsingen (Ortsteil) und Rubigen.

## Bevölkerung
Mit 509 Einwohnern (Stand 31. Dezember 2012) gehörte Trimstein zu den kleinen Gemeinden des Kantons Bern. Von den Bewohnern waren im Jahr 2000 99,2 % deutschsprachig, und 0,8 % sprachen Französisch. Die Bevölkerungszahl von Trimstein belief sich 1992 auf 431 Einwohner, 2000 auf 482 Einwohner.

## Wirtschaft
Trimstein war bis in die zweite Hälfte des 20. Jahrhunderts ein vorwiegend durch die Landwirtschaft geprägtes Dorf. Noch heute haben der Ackerbau, die Milchwirtschaft und die Viehzucht einen Stellenwert in der Erwerbsstruktur der Bevölkerung, allerdings ist er nicht mehr so hoch wie früher. Weitere Arbeitsplätze sind im lokalen Kleingewerbe und im Dienstleistungssektor vorhanden. In den letzten Jahrzehnten hat sich das Dorf dank seiner attraktiven Lage zu einer Wohngemeinde entwickelt. Viele Erwerbstätige sind deshalb Wegpendler, die hauptsächlich in den grösseren Ortschaften der Umgebung und in der Agglomeration Bern oder Thun arbeiten.

### Verkehr
Die ehemalige Gemeinde liegt abseits der grösseren Durchgangsachsen an einer Verbindungsstrasse von Münsingen nach Worb. Der nächste Anschluss an die Autobahn A6 (Bern–Thun) befindet sich rund 5 km vom Ortskern entfernt. Die Ortschaft besitzt keinen direkten Anschluss an das Netz des öffentlichen Verkehrs. Die Bahnlinie Bern–Luzern verläuft zwar durch das Dorf, hat hier aber keine Haltestelle. Der nächste Bahnhof (Worb SBB) liegt rund 1,5 km ausserhalb von Trimstein. Weitere Bahnhöfe sind in Münsingen, Rubigen und Tägertschi. Eine Buslinie, die von Montag bis Freitag zeitweise von Worb über Trimstein nach Münsingen verkehrt, wurde 2019 in Betrieb genommen.

## Geschichte
Die erste urkundliche Erwähnung des Ortes erfolgte 1148 unter dem Namen Trimesteim; von 1268 ist die Bezeichnung Trimstein überliefert. Der Ortsname geht gemäss J. U. Hubschmied auf das althochdeutsche Wort *tirmin ‹Grenze›, ein Lehnwort aus dem Lateinischen (terminus), zurück. In einer Verkaufsurkunde von 1341 werden Peter von Trimstein, dessen Sohn Heinrich und dessen Neffe Werner erwähnt. Die Herrschaft Trimstein gehörte seit 1498 faktisch zur Herrschaft Worb. Die Hohe Gerichtsbarkeit über das Gebiet übte das Landgericht Konolfingen aus. Nach dem Zusammenbruch der Stadt und Republik Bern (1798) gehörte Trimstein während der Helvetik zum Distrikt Höchstetten und ab 1803 zum Oberamt Konolfingen, das mit der neuen Kantonsverfassung von 1831 den Status eines Amtsbezirks erhielt. Seit dem 19. Jahrhundert bildete Trimstein eine der drei Viertelsgemeinden der Einwohnergemeinde Rubigen. Am 24. September 1989 wurde die Aufspaltung dieser Einwohnergemeinde mit grossem Mehr beschlossen. Mit Wirkung auf den 1. Januar 1993 wurde Trimstein deshalb zur selbständigen Einwohnergemeinde erhoben.
Bis am 31. Dezember 2012 war Trimstein eine eigenständige Gemeinde.

## Sehenswürdigkeiten
Im alten Ortskern sind zahlreiche charakteristische Bauernhäuser des bernischen Landstils aus dem 17. bis 19. Jahrhundert erhalten. Trimstein hat keine Kirche, es gehört seit dem Mittelalter zur Kirchgemeinde Münsingen.